# Михайловка (Мар'яновський район)
Михайловка (рос. Михайловка) — присілок у Мар'яновському районі Омської області Російської Федерації.
Належить до муніципального утворення Боголюбовське сільське поселення. Населення становить 149 осіб.

## Історія
Згідно із законом від 30 липня 2004 року органом місцевого самоврядування є Боголюбовське сільське поселення.

## Населення
| 2010 |
| ---- |
| 149  |